# Los Llanitos, Honduras
Los Llanitos är en ort i Honduras.   Den ligger i departementet Choluteca, i den södra delen av landet, 90 km söder om huvudstaden Tegucigalpa. Los Llanitos ligger 25 meter över havet och antalet invånare är 1 040.
Terrängen runt Los Llanitos är platt åt sydost, men åt nordväst är den kuperad. Terrängen runt Los Llanitos sluttar söderut. Runt Los Llanitos är det ganska tätbefolkat, med 116 invånare per kvadratkilometer. Närmaste större samhälle är Ciudad Choluteca, 15,6 km öster om Los Llanitos. Omgivningarna runt Los Llanitos är en mosaik av jordbruksmark och naturlig växtlighet.